# バントケーキ

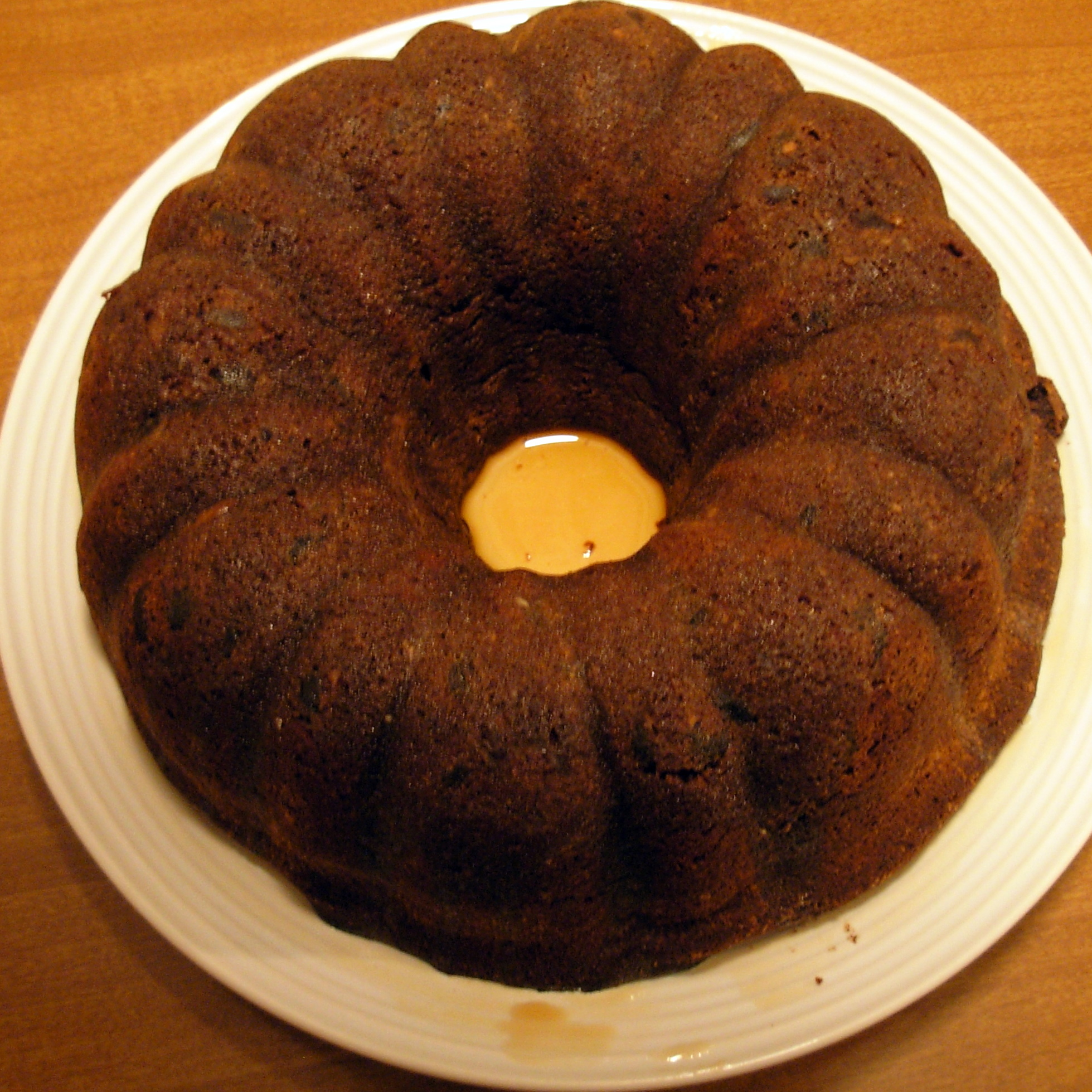
リング状のバントケーキ

バントケーキ（英: Bundt cake）は、リング状の型を使って焼かれる食後のケーキのことである。英: Bundt cakeの「Bundt」のdは発音しない。ちなみに、バントケーキ専用の型であるバント・パンは商標登録されている。もともとは、ドイツやオーストリアのユダヤ人の間で食べられていた同形のケーキ「ブントクーヘン」をもとにしたもので、クグロフと同じ流れをもつ。1960年代にアメリカで広く人気になった。

## 歴史
バント・パン（バントケーキを焼く型）は、在米ユダヤ人コミュニティのひとつであるハダーサ協会ミネアポリス（ミネソタ）支部の要望により、スカンジナビアの調理器具を作っていたNordic Ware社の創業者であるH. David Dalquistによって1950年に生み出された。ミネアポリス支部は、ドイツ人やオーストリア人がコーヒーと共に食べるリング状に焼くケーキ、ブントクーヘン（Bundkuchen、クーゲルホップフ(Kugelhopf)もしくはグーゲルフップフ(Gugelhupf)とも呼ばれる）に使われる焼型がほしかったが、旧型の溝が彫られた焼型は壊れやすい陶器や重い鋳鉄で作られており、扱いが難しかった。そこでDavid Dalquistはスカンジナビアで使われている焼型を少しアレンジし、アルミニウム製の型を作った。

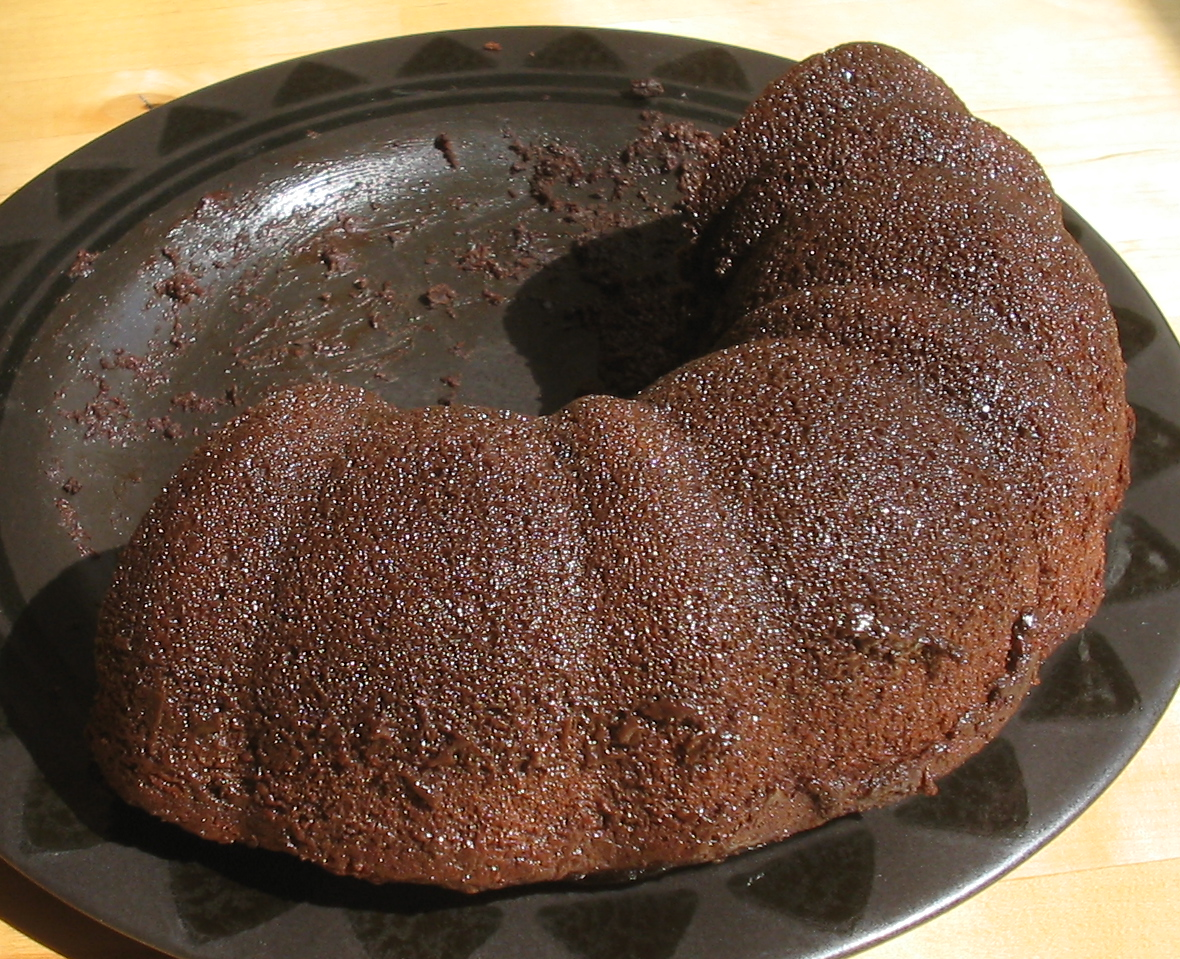
ハーフカットのチョコレート・バントケーキ

バント・パンの売れ行きはあまりよくなかったが、1966年に、製菓・製パン材料の会社ピルスベリー社が毎年主催する料理コンテストでバント・パンを使った「トンネル・オブ・ファッジ・ケーキ」が2位となり、バント・パンの注文が殺到した。トンネル・オブ・ファッジ・ケーキは、その形の新鮮さ、中に入ったチョコレート・ファッジのどろりとした食感の面白さ、リング状であることから焼きムラが少なく作りやすいことなどから、またたく間にアメリカ全土で人気になった。

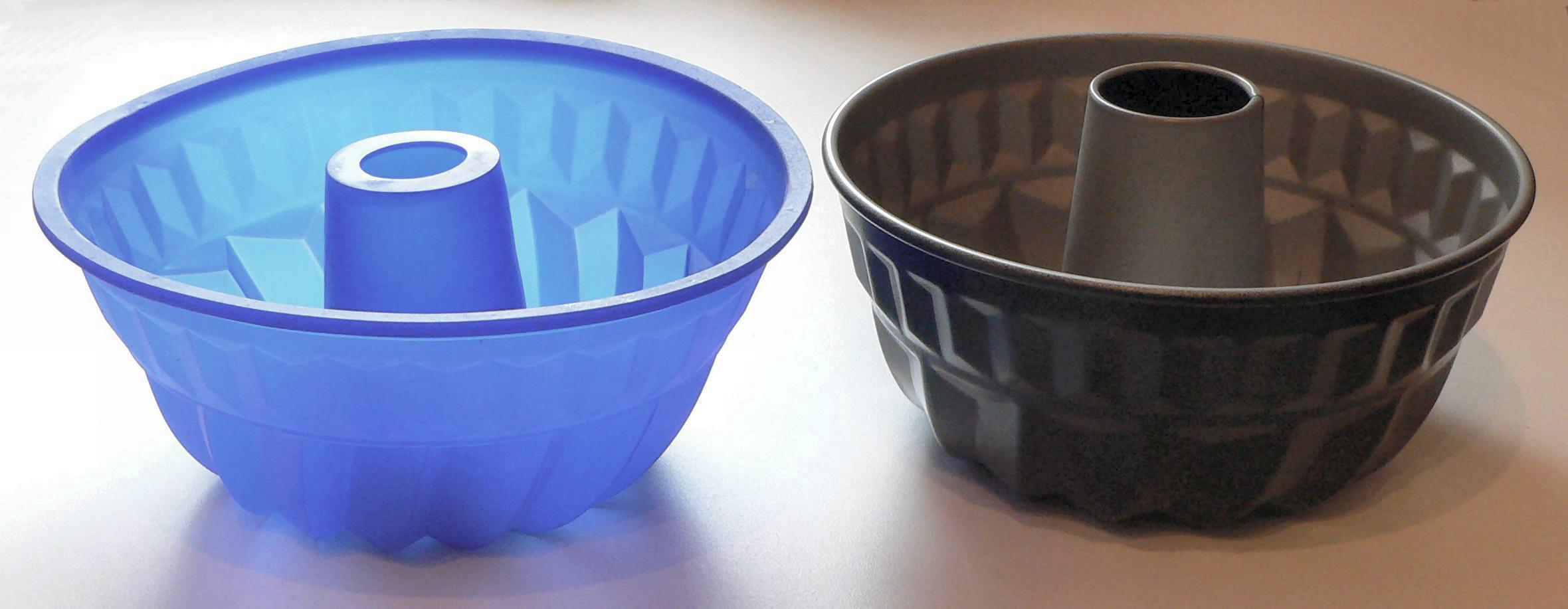
バント・パン

こうしてバント・パンの争奪戦が起こり、やがてバント・パンはアメリカで最も売れた焼型となった。これまで約6000万個のバント･パンがNordic Ware社で製造され、売られている。トンネル・オブ・ファッジ・ケーキにはピルスベリー社のケーキミックス粉が使われていたが(それがコンテスト応募条件のひとつだった)、同社は新たに「バントケーキ・ミックス粉」を販売し、これも飛ぶように売れた。1980年代に缶入りのケーキミックスや電子レンジが浸透し、また自宅でケーキを焼く人自体も減ったことなどから、同社がバントケーキ・ミックス粉の販売中止を発表したときには、中止を嘆く多く消費者からレシピの公開を求められるほどであった。
ハダーサ協会の女性からは、ドイツ語表記のbund panの名で呼ばれている。ブントクーヘン（bundkuchen）のbund（ドイツ語では語末のdは英語のtと同じ発音である）は、「束」、「束ねる」という意味で、人々の輪を表す意味と、ケーキ生地を焼型の中心にある穴に束ねたりねじったりしているように見えることから名づけられた。Nordic Ware社のDalquistは、bundの最後にtの一文字を加えてBundt panとし、商標登録をした。ピルスベリー社は1970年に、ケーキミックスのシリーズのために「Bundt」を使用するライセンスを取得した。
2007年には、50年以上の歴史あるアメリカ製品として、オリジナルのバント・パンがスミソニアン博物館のコレクション入りを果たし、同博物館関連商品として販売もされている。
アメリカでは、11月15日はバント･パンの日と定められている。
バントケーキは2002年公開の映画『マイ・ビッグ・ファット・ウェディング』に登場している。バントケーキをもらった主人公の母親（ギリシャ移民）は最初それがケーキとわからず、わかってからも「真中に穴が開いている」と驚き、その穴に花を飾る。